# Li Ning
Li Ning (Liuzhou, 8 september 1963) is een voormalig Chinees turner.
Bij de Olympische Zomerspelen 1984 in Los Angeles won hij driemaal goud (vloer, paardvoltige en ringen), tweemaal zilver (team en paardsprong) en eenmaal brons (meerkamp). Na de Spelen van 1988, waar hij buiten de prijzen viel, beëindigde Li zijn sportcarrière.
In 1990 startte hij Li Ning Company Limited, een bedrijf dat sportkleding en -schoeisel vervaardigt, en dat in China tot de marktleiders behoort. Bij de Olympische Zomerspelen 2008 in Peking was Li Ning de laatste fakkeldrager en ontstak hij het vuur in de vuurkom van het Olympisch Stadion.
1896: Louis Zutter ·
1904: Anton Heida ·
1924: Josef Wilhelm ·
1928: Hermann Hänggi ·
1932: István Pelle ·
1936: Konrad Frey ·
1948: Paavo Aaltonen, Veikko Huhtanen, Heikki Savolainen ·
1952: Viktor Tsjoekarin ·
1956: Boris Sjachlin ·
1960: Eugen Ekman, Boris Sjachlin ·
1964: Miroslav Cerar ·
1968: Miroslav Cerar ·
1972: Viktor Klimenko ·
1976: Zoltán Magyar ·
1980: Zoltán Magyar ·
1984: Li Ning, Peter Vidmar ·
1988: Dmitri Bilozertsjev, Zsolt Borkai, Ljoebomir Geraskov ·
1992: Pae Gil-su, Vitali Tsjerbo ·
1996: Donghua Li ·
2000: Marius Urzică ·
2004: Teng Haibin ·
2008: Xiao Qin · 
2012: Krisztián Berki · 
2016: Max Whitlock · 
2020: Max Whitlock · 
2024: Rhys McClenaghan
1896: Ioannis Mitropoulos ·
1904: Herman Glass ·
1924: Francesco Martino ·
1928: Leon Štukelj ·
1932: George Gulack ·
1936: Alois Hudec ·
1948: Karl Frei ·
1952: Grant Sjaginjan ·
1956: Albert Azarjan ·
1960: Albert Azarjan ·
1964: Takuji Hayata ·
1968: Akinori Nakayama ·
1972: Akinori Nakayama ·
1976: Nikolaj Andrianov ·
1980: Aleksandr Ditjatin ·
1984: Koji Gushiken, Li Ning ·
1988: Holger Behrendt, Dmitri Bilozertsjev ·
1992: Vitali Tsjerbo ·
1996: Jury Chechi ·
2000: Szilveszter Csollány ·
2004: Dimosthenis Tampakos ·
2008: Chen Yibing · 
2012: Arthur Zanetti · 
2016: Eleftherios Petrounias · 
2020: Liu Yang · 
2024: Liu Yang
1932: István Pelle ·
1936: Georges Miez ·
1948: Ferenc Pataki ·
1952: William Thoresson ·
1956: Valentin Moeratov ·
1960: Nobuyuki Aihara ·
1964: Franco Menichelli ·
1968: Sawao Kato ·
1972: Nikolaj Andrianov ·
1976: Nikolaj Andrianov ·
1980: Roland Brückner ·
1984: Li Ning ·
1988: Sergei Charkow ·
1992: Li Xiaoshuang ·
1996: Ioannis Melissanidis ·
2000: Igors Vihrovs ·
2004: Kyle Shewfelt ·
2008: Zou Kai · 
2012: Zou Kai · 
2016: Max Whitlock · 
2020: Artem Dolgopyat · 
2024: Carlos Yulo